# 中国驻阿联酋大使馆
中华人民共和国驻阿拉伯联合酋长国大使馆（阿拉伯语：سفارة جمهورية الصين الشعبية لدى دولة الإمارات العربية المتحدة），简称中国驻阿联酋大使馆，是中华人民共和国驻阿拉伯联合酋长国的外交代表机构，位于海湾大街西22区26号（PLOT NO.26, SECTOR NO.W-22）。

## 机构设置
根据有关规定，中国驻阿联酋大使馆设置下列机构：

### 内设机构
- 政新处
- 武官处
- 经商处
- 办公室

### 总领事馆
- 中国驻迪拜总领事馆